# Jozef Mihál
Jozef Mihál (Bratislava, 18 marzo 1965) è un politico slovacco. È stato Vice Primo Ministro e ministro del Lavoro, Affari Sociali e Famiglia della Repubblica Slovacca nel Governo della prima ministra Iveta Radičová dal 4 luglio 2006 al 9 luglio 2010.